# 271-й стрелковый полк внутренних войск НКВД
271-й стрелковый полк внутренних войск НКВД СССР (271-й сп) — воинская часть внутренних войск НКВД СССР, входившая в состав 10-й стрелковой Сталинградской ордена Ленина дивизии внутренних войск НКВД СССР (1-го формирования). Полк сыграл важную роль в сентябрьских боях в Сталинграде. В полосе обороны полка темп продвижения немецких войск снизился до 450 метров в сутки, сам полк бился до полного истощения в течение 11 суток, ни разу не оставив позиции без приказа.

## История полка
271-й стрелковый полк внутренних войск НКВД СССР был одним из шести полков, входивших в начальный состав 10-й стрелковой дивизии внутренних войск НКВД, сформированной в Сталинграде в соответствии с приказом НКВД СССР № 0021 от 5 января 1942 года, изданного во исполнение Постановления Государственного комитета обороны СССР № 1099-сс от 4 января 1942 «Об организации гарнизонов войск НКВД в городах, освобождаемых Красной Армией от противника». Полк проходил формирование в Свердловске. В январе в полк была переведена часть личного состава 85-го стрелкового полка войск НКВД по охране особо важных предприятий промышленности и железных дорог. 9 апреля командир дивизии полковник Александр Сергеевич Сараев определил место дислокации 271-го полка — «г. Сталинград (пригород Ельшанка)».
С 17 по 22 марта 1942 года 271-й полк (совместно с другими частями 10-й стрелковой дивизии внутренних войск НКВД) участвовал в зачистке Сталинграда, которой руководил заместитель наркома внутренних дел СССР комиссар госбезопасности 3-го ранга И. А. Серов. Во время спецмероприятия были выявлены и обезврежены 187 дезертиров, 106 уголовников и 9 шпионов. За эту операцию всему личному составу дивизии, участвовавшему в зачистке, была объявлена благодарность комиссара госбезопасности 3-го ранга И. А. Серова. 23 мая в приказе командира дивизии «О поощрении командного и рядового состава за успешное несение службы при проведении операций на контрольно-пропускных пунктах» отмечалось: «Несмотря на незначительное количество задержаний, работа 271 сп отличается высоким процентом результативности в смысле задержания преступного элемента, особенной результативностью характеризуется работа высылаемых полком отдельных патрулей и развед. групп. В пределах отведённого для полка района». Этим же приказом командиру взвода 271-го сп младшему лейтенанту Миргороду объявлялась благодарность и денежная премия 100 рублей за «умелые действия по организации розыска и задержания контрреволюционного элемента».
С 16 июля по 22 августа 1942 года 271-й сп нёс службу заграждения по линии станция Карповская — Воропоново — Яблочная — Песчанка — южная окраина Купоросного. Также полк вёл патрулирование района Верхней Ельшанки и окраин Сталинграда. Во время одной из бомбёжек воины 2-го стрелкового взвода 2-й стрелковой роты, нёсшие службу на станции Воропоново, «руками повагонно растянули из зоны пожара в общей сложности шесть железнодорожных вагонов, чем спасли от неминуемой гибели в огне вагон с автоматами ППШ, вагон с боеприпасами, вагон с военной амуницией и четыре вагона с различным эвакуируемым в тыл страны госимуществом…» В результате служебно-боевой деятельности через КПП полка прошло 133 106 человек и 74 912 единиц автотранспорта. Из этого числа было задержано 4288 «подозрительных личностей», из которых пятеро оказались шпионами. Одновременно полк проводил инженерные работы по укреплению южных рубежей Сталинграда, а часть личного состава выделялась на охрану складов хлебозавода, кожевенного и консервного заводов, кондитерской фабрики, и эшелонов с грузами на станции Ельшанка. Во время одной из бомбардировок был разрушен склад с продуктами, который охраняла группа бойцов под командованием командира 3-й роты младшего лейтенант Янковского. Самого командира взвода завалило брёвнами, но он, оглушённый, выбрался из-под завала и отогнал группу мародёров от склада. При этом двух мародёров ему пришлось застрелить.
22 августа по приказу штаба дивизии полк (без 1-й и 3-й рот 1-го стрелкового батальона, нёсших службу заграждения в городе) занял оборону вдоль южной окраины Сталинграда: 3-й стрелковый батальон дислоцировался в Ворошиловском посёлке (пригород Минина), перекрыв шоссе Сталинград — Бекетовка; 2-й стрелковый батальон встал заслоном поперёк шоссе Сталинград — Песчанка; 7-я рота 3-го стрелкового батальона укрепилась в кустарнике вдоль балки, протянувшейся за купоросным заводом, контролируя берег Волги. Командованию полка были приданы остатки 416-го отдельного истребительно-противотанкового артиллерийского полка 62-й армии и 73-й отдельный бронепоезд 91-го стрелкового полка войск НКВД СССР по охране железных дорог (73-й БЕПО). На 1 сентября в полку числилось 1461 человек. Начиная со 2 сентября 73-й бепо по распоряжению командира 271-го полка обстреливал различные участки южной части города, срывая атаки вражеской пехоты, уничтожая артиллерию, бронетехнику и автомобили противника. 12 сентября бронепоезд был вынужден отойти на станцию Сталинград-I, а затем на станцию Банная, где 15 сентября бронепоезд погиб, а личный состав переправился на левый берег Волги.

### Участие в боевых действиях
4 сентября произошло первое боестолкновение 271-го полка с противником. У села Верхняя Ельшанка 2-я стрелковая рота несла службу боевого охранения. Заметив колонну наступавших немецких частей, бойцы роты открыли огонь и в течение трёх часов вели бой. В этот день в роте было убито два человека. 5 сентября в соприкосновение с противником вступили другие подразделения полка. 7 сентября бомбардировке подверглись позиции 2-го стрелкового батальона. В этот день в подчинение 271-го сп был передан 1-й стрелковый батальон (без одной роты) 272-го сп 10-й дивизии НКВД.
8 сентября с 6:00 до 14:00 самолёты люфтваффе подвергли бомбардировке позиции всего полка, а затем на позиции 4-й роты и на стыке 6-й и 9-й рот в атаку пошла пехота противника. После первой атаки немцы потеряли до двухсот пятидесяти человек, а чекисты — восемнадцать человек убитыми и тридцать четыре ранеными, ещё двое пропали без вести. 6-я рота вела пятичасовой бой в окружении, но к вечеру сохранила свои позиции. Следующая атака была направлена на стык 7-й и 8-й стрелковых рот. Вражеская атака была успешной: практически вся 7-я стрелковая рота погибла (позже из окружения вырвалось 13 человек, все раненые) и противник вклинился в расположение 271-го полка. Для исправления ситуации были привлечены две роты соседнего 272-го стрелкового полка, но контратака не увенчалась успехом. Одновременно немецкие части вклинились в оборону 4-й и 5-й стрелковых рот. На этом участке ситуацию удалось исправить лишь с прибытием 1-го стрелкового батальона 271-го сп в лице 3-й стрелковой роты (1-я стрелковая рота осталась в городе, неся службу заграждения) и управления. Совместная атака 2-й и 3-й стрелковых рот смогла восстановить положение. В этом бою погиб военком 1-го батальона политрук Вадим Александрович Слюсарев, поднимавший в атаку 3-ю роту. Общие потери составили 12 человек убитыми, 6 человек пропавшими без вести и 25 ранеными или контужеными. После этого боя 1-й стрелковый батальон в составе двух рот занимал оборону от Верхней Ельшанки до кирпичного завода. В течение всего дня оборонительные порядки полка прикрывались огнём 80-го гвардейского миномётного полка (располагавшегося на левом берегу Волги) и 73-го бронепоезда войск НКВД. Утром 9 сентября из состава 270-го стрелкового полка внутренних войск НКВД в 271-й сп был передан взвод автоматчиков (командир — младший лейтенант Алексей Николаевич Кудашев), который бился в районе станции Ельшанка до 16 сентября.

По итогам боёв 9 и 10 сентября немецкой пехоте удалось овладеть позициями 9-й стрелковой роты. Сама рота погибла практически полностью: на левый фланг 8-й роты смогли отступить лишь 13 человек под командованием младшего политрука Норицина. В этой тяжёлой ситуации полку оказывали огневую поддержку 73-й бронепоезд и 85-й гвардейский гаубичный артиллерийский полк резерва главного командования, а к вечеру подключился 80-й гвардейский миномётный полк. Для поддержки чекистов были выдвинуты четыре уцелевших орудия 416-го истребительно-противотанкового полка. По итогам дня противник овладел кожевенным и купоросным заводами и южной частью посёлка Купоросный. В ночь с 10 на 11 сентября приданный полку 1-й батальон 272-го сп атаковал село Купоросное и к утру занял его. Вплоть до 16 сентября батальон оборонялся по периметру территории кожевенного завода.
11 сентября 271-й сп бы подчинён командованию 35-й гвардейской стрелковой дивизии, 13 сентября — командованию 131-й стрелковой дивизии, а 15 сентября снова переподчинён 35-й гвардейской стрелковой дивизии. На позиции полка отошли и были включены в систему обороны 276 бойцов, оставшихся от сводного полка 35-й гвардейской стрелковой дивизии, и 300 человек из остатков 10-й стрелковой бригады. При этом 12 и 13 сентября полк дрался в полуокружении, а до 17 сентября практически в окружении: полк, прижатый к Волге, сражался на линии элеватор — железнодорожный переезд — консервный завод. В бой пошли все резервы, включая службы тыла и штаб полка. Например, в этот период отличился делопроизводитель политчасти полка сержант госбезопасности Сухоруков, который в рукопашной схватке прикладом автомата убил трёх немцев. Важнейшей точкой обороны всего южного сектора стал элеватор — единственное высотное сооружение, окружённое со всех сторон одно-, редко двухэтажной застройкой. В течение трёх суток восемнадцать автоматчиков 271-го полка, под командованием младшего политрука Михаила Михайловича Шевкопляса, и незначительное количество бойцов из 35-й гвардейской стрелковой дивизии удерживали здание элеватора — искусственную командную высоту. Положение полка было столь сложным, что 17 сентября в дневнике военного комиссара 10-й стрелковой дивизии внутренних войск НКВД Петра Никифоровича Кузнецова появилась запись: «271-й сп перестал существовать». Вильгельм Гофман, служивший в 267-м пехотном полку 94-й пехотной дивизии вермахта, написал в своём дневнике об этих боях:

16 сентября. Наш батальон с танками наступает на элеватор, из которого валит дым,— там горит хлеб, его, кажется, подожгли сами русские: варварство. Батальон несёт большие потери. В ротах осталось не более 60 человек. В элеваторе засели не люди, а черти, которых не берут ни огонь, ни пули.
18 сентября. Идёт бой в элеваторе. Там русские смертники, командир батальона говорит: «Этим смертникам комиссары: приказали умереть в элеваторе».
Если все дома Сталинграда будут так обороняться, то из наших солдат никто не вернётся в Германию. Сегодня получил письмо от Эльзы, она ждёт меня домой с победой.— 
А вот как эти события выглядели в докладе заместителя командира 35-й гвардейской стрелковой дивизии гвардии полковника Василия Павловича Дубянского:

Обстановка изменилась. Раньше мы находились наверху элеватора, а немцы внизу. Сейчас мы выбили немцев снизу, но зато они проникли наверх, и там, в верхней части элеватора, идет бой— 
18 сентября 92-я стрелковая бригада, атакуя по Рабоче-Крестьянской улице, достигла элеватора и разомкнула кольцо окружения вокруг остатков 271-го сп.
Вечером 18 сентября полк получил приказ штаба 62-й армии выйти из боя. Однако командование 35-й гв сд задержало отход полка на сутки. В итоге 271-й сп смог переправиться на восточный берег лишь 20 сентября. Из боя вышло 177 человек: 35 офицеров, 37 сержантов и старшин и 105 бойцов. В районе элеватора 18 человек под командованием младшего политрука Михаила Михайловича Шевкопляса остались в полосе обороны 35-й гвардейской сд, так как их некому было сменить.
С 1 февраля 1943 года 271-й стрелковый полк внутренних войск НКВД СССР вошёл в состав 181-й стрелковой Сталинградской ордена Ленина дивизии под наименованием 271-й Нижневолжский стрелковый полк, став частью РККА.

### Итоги боевой деятельности
271-й стрелковый полк НКВД СССР за время несения службы охраны тыла полк пропустил через свои КПП 133 106 человек и 74 912 единиц автотранспорта и задержал 4288 человек. Из числа задержанных в военную комендатуру было отправлено 398 человек, на пересыльный пункт — 613 человек, на сборный пункт — 317 человек, в органы НКВД — 96 человек и в особый отдел фронта — 467 человек, а остальные 2397 человек были переданы в органы милиции.
За время участия в боевых действиях полк уничтожил «3432 человека живой силы, 4 танка, 10 автомашин с военными грузами, склад ГСМ, 17 станковых и 13 ручных пулемётов и 873 винтовки».
Волгоградский историк, кандидат исторических наук Николай Николаевич Стариков оценил роль 271-го стрелкового полка внутренних войск НКВД следующими словами:

Не прояви бойцы и командиры геройство и отвагу 272-го, 271-го стрелковых полков 10-й дивизии внутренних войск НКВД, враг мог бы вырваться в Сталинград ещё 3 или 8 сентября, за ними в тылу в эти дни войск не было.— Стариков Н. Н. Пограничные и другие войска НКВД в Сталинградской битве. Дата обращения: 11 августа 2016. Архивировано из оригинала 16 сентября 2016 года.

## Состав полка
Все полки 10-й стрелковой дивизии НКВД формировались с одним и тем же составом:
- три стрелковых батальона по три стрелковые роты и пулемётному взводу (четыре пулемёта «Максим») в каждом батальоне;
- батарея 45-мм противотанковых пушек (четыре орудия);
- миномётная рота (четыре 82-мм и восемь 50-мм миномётов);
- рота автоматчиков.

Однако в момент вступления в непосредственный контакт с противником в полку была острая нехватка вооружения: по штату должно было быть 12 станковых и 81 ручной пулемёт, а имелись 6 и 33; вместо 27 противотанковых ружей имелось 10. Для повышения противотанковых возможностей полку была придана группа собак — истребителей танков из состава 28-го отдельного отряда истребителей танков. В «Справке о численном и боевом составе частей 10 стрелковой дивизии ВВ НКВД по состоянию на 13.09.42 года» приведены данные по 271-му стрелковому полку: личный состав — 1461 человек, лошадей — 93, винтовок — 1238, станковых пулемётов — 6, ручных пулемётов — 26, автоматов — 225, ПТР — 10, 50-мм миномётов — 8, 82-мм миномётов — 4, 45-мм пушек — 4, легковых автомобилей — 2, грузовых автомобилей — 16.
Личный состав полка в период лето — осень 1942 года:
| Состав                                   | 1.09 | 12.09 | 15.09 | 18.09 | 20.09 |
| ---------------------------------------- | ---- | ----- | ----- | ----- | ----- |
| Средний и старший комначсостав (офицеры) | 148  |       |       |       | 35    |
| Младший начсостав (сержанты и старшины)  | 347  |       |       |       | 37    |
| Рядовой состав                           | 966  |       |       |       | 105   |
| Всего                                    | 1461 | 1461  | 135   | 65    | 177   |

## Командный состав полка
В соответствии с приказом ГУВВ НКВД СССР № 00212 от 8 августа 1942 года командование полком выглядело следующим образом:
- Командир полка — майор Костиницын Алексей Павлович, бывший командир полка войск НКВД СССР по охране железных дорог;
- Заместитель командира полка — майор Романенко Николай Ермолаевич, бывший начальник 1-го отделения штаба 25-й стрелковой дивизии войск НКВД СССР по охране железных дорог;
- Начальник штаба полка — капитан Жомер Алексей Иванович, бывший помощник начальника штаба 85-го стрелкового полка войск НКВД СССР по охране железных дорог;
- Заместитель начальника штаба полка по разведке — старший лейтенант Чадов Антон Яковлевич, бывший командир батальона 169-го стрелкового полка войск НКВД СССР по охране железных дорог;
- Помощник начальника штаба полка — лейтенант Тарнопольский Илья Юдкович, бывший младший помощник начальника 2-го отделения штаба 5-й стрелковой дивизии войск НКВД СССР по охране железных дорог;
- Помощник начальника штаба полка — лейтенант Прокопенко Василий Васильевич, бывший младший помощник начальника 1-го отделения штаба 5-й стрелковой дивизии войск НКВД СССР по охране железных дорог;
- Начальник связи полка (он же командир роты связи) — лейтенант Марков Евгений Васильевич, бывший начальник 3-го отделения штаба 25-й стрелковой дивизии войск НКВД СССР по охране железных дорог;
- Помощник начальника штаба полка по спецсвязи — лейтенант Лычагин Митрофан Иванович, бывший шифровальщик штаба 41-го резервного стрелкового полка пограничных войск НКВД Грузинского округа;
- Командир взвода разведки — младший лейтенант Добренов Константин Варфоломеевич, бывший командир взвода 91-го полка войск НКВД СССР по охране железных дорог;
- Командир 1-го стрелкового батальона — капитан Золотов Пётр Васильевич, бывший помощник начальника штаба 73-го стрелкового полка войск НКВД СССР по охране железных дорог;
- Командир 2-го стрелкового батальона — старший лейтенант Шляпкин Николай Петрович, бывший командир батальона 181-го стрелкового полка войск НКВД СССР по охране железных дорог;
- Командир 3-го стрелкового батальона — капитан Удачин Александр Павлович, бывший командир роты 44-го стрелкового полка войск НКВД СССР по охране железных дорог;
- Заместитель командира батальона — старший лейтенант Дубовицкий Иван Корнеевич, бывший командир роты 91-го полка по охране железных дорог;
- Командир артиллерийской батареи — вакансия;
- Командир миномётной роты — младший лейтенант Струков Сергей Никандрович, бывший командир роты 41-го резервного стрелкового полка пограничных войск НКВД Грузинского округа;
- Командир роты автоматчиков — вакансия;
- Начальник санитарной службы — военврач 3-го ранга Павлов Иван Петрович, бывший помощник начальника санитарной службы 41-го резервного стрелкового полка пограничных войск НКВД Грузинского округа.